# Гетто в Липене
Гетто в Ли́пене (июль-август 1941) — еврейское гетто, место принудительного переселения евреев деревни Липень (до 1920 года — Холуи) Осиповичского района Могилёвской области и близлежащих населённых пунктов в процессе преследования и уничтожения евреев во время оккупации территории Белоруссии войсками нацистской Германии в период Второй мировой войны.

## Оккупация Липеня и создание гетто
До войны в местечке проживали около 250 евреев. Также после 1939 года в деревне находилось и неизвестное число еврейских беженцев из Польши.
Деревня была оккупирована немецкими войсками с 30 июня 1941 года до 28 июня 1944 года. К этому времени в Липене, по разным данным, остались около 200 евреев.
Евреев переписали и приказали нашить на свою верхнюю одежду спереди и сзади желтые шестиконечные звезды.
Бургомистром Липеня назначили Воробьева, а начальником полиции — бывшего работника Дубровского лесозавода фольксдойче Лютера. Из белорусов на добровольной основе набрали полицейских.
Вскоре после оккупации немцы, реализуя нацистскую программу уничтожения евреев, организовали в местечке гетто.

## Условия в гетто
Под территорию гетто немцы выделили несколько домов в центре деревни на нынешней улице имени Риммы Кунько.
Бежать обречённым людям было некуда, поэтому строгой охраны в гетто не было.

## Уничтожение гетто
В августе 1941 года гетто в Липени было ликвидировано — во время очередной «акции» (таким эвфемизмом нацисты называли организованные ими массовые убийства) погибли последние ещё живые евреи. Их под конвоем согнали в большой дом, и когда дом был забит людьми, его облили бензином, подожгли и ещё туда бросали гранаты. Людей, пытавшихся выбежать, расстреливали из автоматов и пулеметов.

## Память
Опубликован неполный (более 200 человек) список убитых в Липене евреев. Всего в Липене были убиты более 300 евреев.
В 1970-е годы (в 1983 году) недалеко от места сожжения узников гетто (почти в огороде одного из домов) на улице Кунько поставили скромный бетонный обелиск с надписью «Жертвам фашизма 1941—1944 гг.» без указания национальности жертв. В 2009 году был установлен новый памятник жертвам геноцида евреев в Липене, на котором были добавлены слова: «Вечная память расстрелянным и сожженным евреям в годы ВОВ».